# Vision Quest (série télévisée)
Ne pas confondre avec le film Vision Quest.
Wonder Man
Vision Quest est le titre provisoire d'une mini-série télévisée américaine créée par Terry Matalas et dont la diffusion est prévue pour 2026 sur le service Disney+, .
Basé sur le personnage de Vision, crée par Joe Simon et Jack Kirby pour l'éditeur Marvel Comics, il s'agit du second spin-off de la mini-série WandaVision (2021) après Agatha All Along (2024), ainsi que de la dix-huitième série télévisée de l'univers cinématographique Marvel dont elle fait partie de la sixième phase. 
Elle met en scène le personnage de Vision, un synthézoïde créé par Ultron et membre des Avengers. Paul Bettany y reprend le rôle qu'il tient depuis le film Avengers : L'Ère d'Ultron (2015) dans lequel le personnage a été introduit dans l'univers.

## Synopsis
La série suit les aventures de White Vision, un synthézoïde doté d'une intelligence artificielle avancée créé à partir du corps de Vision par le SWORD, qui tente de comprendre son existence et sa place dans le monde après les événements de WandaVision.

## Distribution
Sauf indication contraire, les informations mentionnées dans cette section peuvent être confirmées par la base de données cinématographiques IMDb,  présente dans la section « Liens externes ».

### Acteurs principaux
- Paul Bettany : Vision
- Ruaridh Mollica (en) : Tucker / Tommy Shepherd / Thomas Maximoff / Speed[3]
- James Spader  : Ultron[4]
- T'Nia Miller : Jocasta[5]
- Emily Hampshire : EDITH[6]
- Todd Stashwick : Paladin[7]
- Faran Tahir  : Raza Hamidmi Al-Wazar[8]
- Orla Brady : FRIDAY[9]

Photos des acteurs principaux
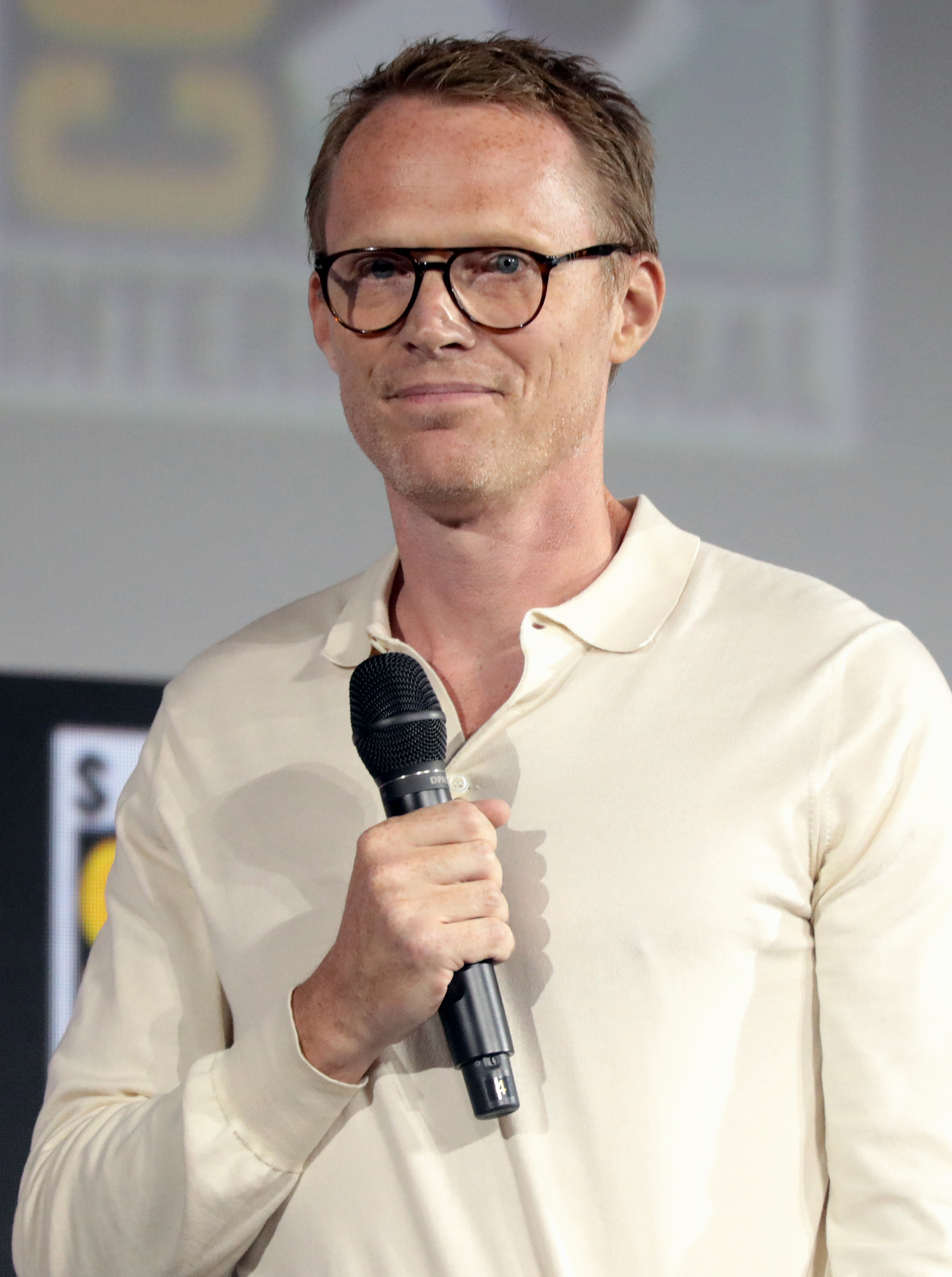
Paul Bettany dans le rôle de Vision
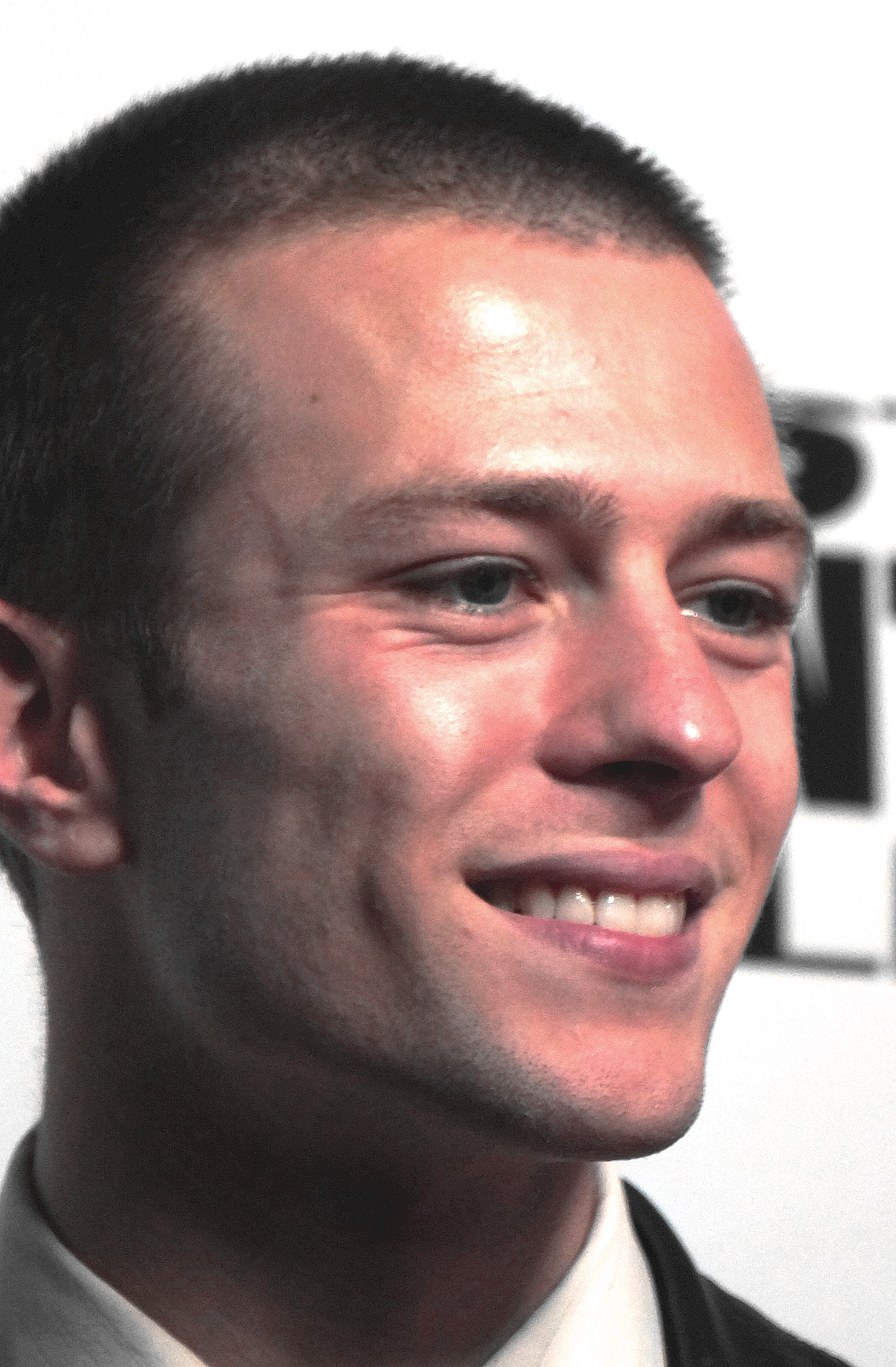
Ruaridh Mollica (en) dans le rôle de Tucker / Tommy Shepherd / Thomas Maximoff / Speed
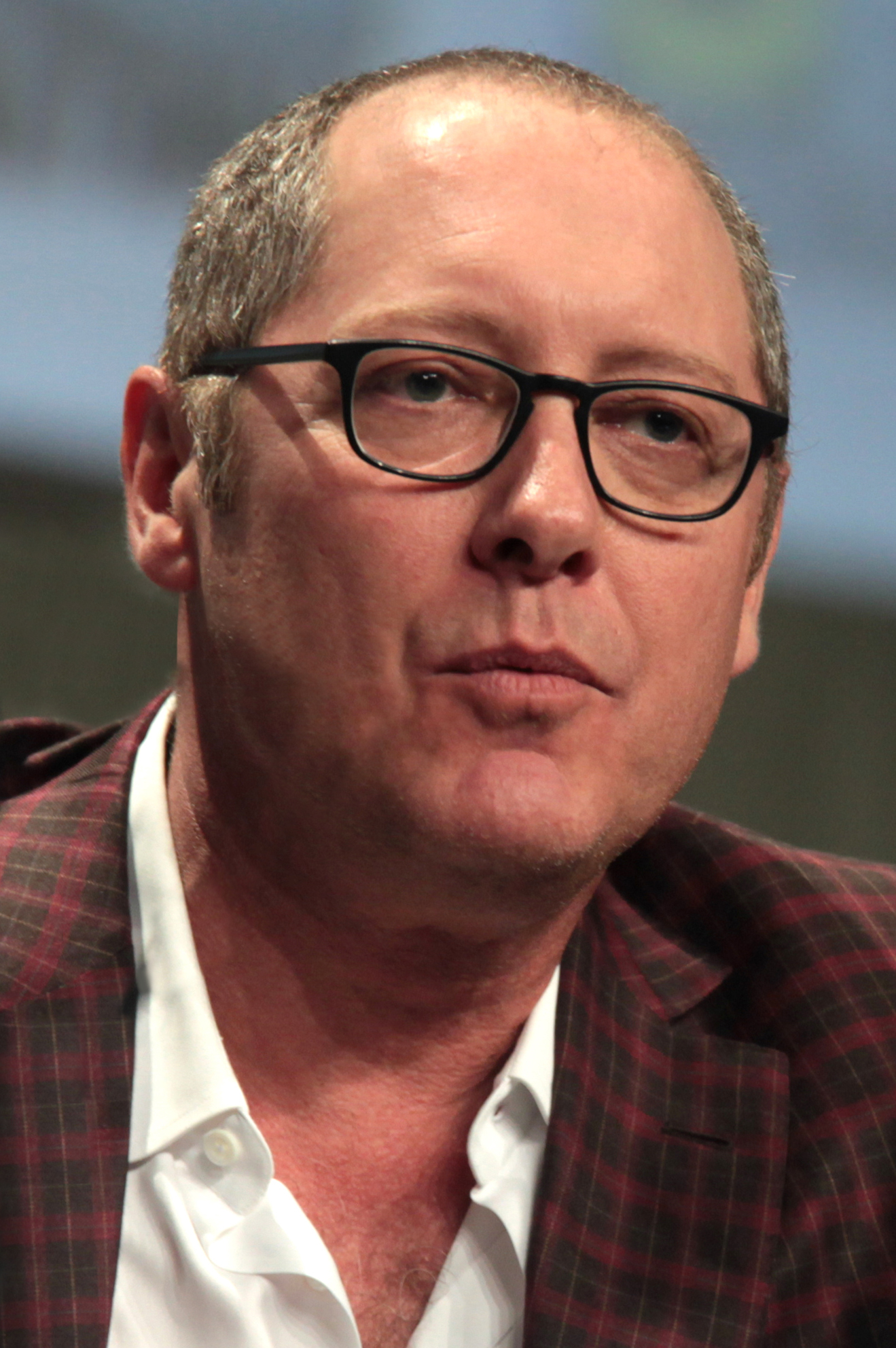
James Spader dans le rôle de Ultron

## Production

### Développement
La série est annoncée en octobre 2022, avec Paul Bettany reprenant son rôle de White Vision. Elle est produite par Marvel Studios et sera disponible sur Disney+.
Terry Matalas (en) est le showrunner de la série, après avoir travaillé sur Star Trek: Picard.
Jac Schaeffer, scénariste en cheffe et productrice exécutive de WandaVision, travaillait initialement sur le projet avant de se concentrer sur Agatha All Along.
La série fait partie d'une trilogie de séries consacrées à l'univers de Scarlet Witch, avec WandaVision et Agatha All Along. Elle devrait explorer les conséquences de la destruction du « Hex » par Wanda Maximoff et les aventures de Vision et d'autres personnages du Marvel Cinematic Universe.

### Tournage
Le tournage de la série a commencé en mars 2025 aux Pinewood Studios, situé près de Londres, en Angleterre.
Et s'est terminé fin juillet 2025.

## Sortie
La série est prévue pour une diffusion en 2026 sur la plate-forme de streaming Disney+.